# Přírodní park Podbeskydí
Přírodní park Podbeskydí je přírodní park na severovýchodě Moravy v České republice.
Nachází se na území okresu Nový Jičín v oblasti Podbedskydské pahorkatiny, kde zahrnuje bývalé oblasti klidu Červený kámen a Kojetín. Jeho rozloha je uváděna 125 nebo 128 km². Vyhlášen byl v roce 1994 vyhláškou Okresního úřadu Nový Jičín. Cílem ochrany je zachování typického krajinného rázu a mimořádné druhové pestrosti místních organismů.
Z rostlin se zde vyskytují např. prvosenka jarní (Primula veris), okrotice dlouholistá (Cephalanthera longifolia), vstavač bledý (Orchis pallens) a vstavač mužský (Orchis mascula). Z větších živočichů se zde vyskytují např. skokan ostronosý (Rana arvalis), ještěrka zední (Podarcis muralis), zedníček skalní (Tichodroma muraria), výr velký (Bubo bubo), čáp černý (Ciconia nigra) a chřástal polní (Crex crex), z brouků pak např. střevlíkovití Harpalus caspius roubali a Dromius qudraticollis, prskavec Brachinus crepitans, roháček kozlík (Dorcus parallelipipedus), roháček bukový (Sinodendron cylindricum), střevlík Ulrichův (Carabus ulrichii), střevlík zahradní (Carabus hortensis), střevlík kožitý (Carabus coriaceus) a zdobenec (Gnorimus nobilis).